# Widorokandang (Sidorejo)
Widorokandang is een bestuurslaag in het regentschap Magetan van de provincie Oost-Java, Indonesië. Widorokandang telt 1652 inwoners (volkstelling 2010).